# Klaus Egge
Klaus Egge (19. července 1906 – 7. března 1979 Oslo) byl norský hudební skladatel a hudební kritik, jedna z vůdčích osobností hudebního života své země. Jeho hudební tvorba se dělí na tři období. V prvním se inspiroval zejména lidovou písní (např. klavírní sonáta Draumkvæ a Fantasi i Halling). Druhá tvůrčí etapa začala po druhé světové válce a Egge začal používat techniku „metamorfóz“, neustálých transformací hudebního motivu (např. Violoncellový koncert z roku 1966, zejména první věta Preludio metamorfico). Třetí období, které začalo kolem roku 1967 pak bylo poznamenáno příklonem k dodekafonické kompoziční technice (např. 4. a 5. symfonie).
Celkem Egge zkomponoval pět symfonií, tři klavírní koncerty, houslový koncert, violoncellový koncert a sborovou skladbu Sveinung Vreim založenou na severské sáze zpracované básníkem Hansem Henrikem Holmem, dále mnoho komorních a vokálních děl.